# Svingrävling
Svingrävling (Arctonyx collaris) är ett rovdjur i underfamiljen grävlingar och ansågs fram till 2008 vara den enda arten i släktet Arctonyx. Sedan delades släktet upp och Arctonyx albogularis samt Arctonyx hoevenii godkändes som ytterligare arter. En annan studie från 2013 ifrågasatte om Arctonyx albogularis kan accepteras som en egen art.

## Utseende
I stort sett liknar svingrävlingen den europeiska grävlingen men den har en längre nos som saknar hår så att den liknar svindjurens tryne. Pälsen är på djurets rygg grågul till mörkbrun och på buken samt extremiteterna helt svart. I det vita ansiktet finns svarta remsor som går från nosen till öronen. Även själva öronen, halsen och svansen är vit. En annan skillnad jämfört med den europeiska grävlingen är de långa böjda och vita klorna. Kroppens längd (huvud och bål) ligger mellan 55 och 70 cm, svanslängden mellan 12 och 17 cm och vikten mellan 7 och 14 kg.

## Utbredning
Utbredningsområdet är östra och sydöstra Asien från södra Kina, nordöstra Indien och Bangladesh till Malackahalvön och Vietnam. Habitatet utgörs bland annat av regnskogar eller skogar i bergsregioner upp till 2 300 meter över havet. Svingrävling är även vanligt förekommande i savanner och andra gräsmarker och i landskap med teodlingar.
Populationer som lever norr och nordväst om den beskrivna regionen samt i högre bergstrakter tillhör Arctonyx albogularis.
Populationen på Sumatra är efter revisionen Arctonyx hoevenii.

## Levnadssätt
Svingrävlingar är aktiva under gryningen eller på natten. Dagen tillbringar de i större bergssprickor eller självgrävda lyor. Olika exemplar letar på dagen efter föda. Om artens sociala beteende är lite känt, troligtvis lever individerna ensamma. De håller vinterdvala från november till februari eller mars.

## Föda
Dessa djur är allätare. De gräver med nosen i marken och letar efter föda. De äter maskar, insekter och deras larver samt rötter, svampar och frukt.

## Fortplantning
Parningstiden inträffar i maj men på grund av att ägget vilar en tid föds ungarna nästa februari eller mars. Dräktighetens längd uppskattas med 6 veckor. Per kull föds tre till fem ungar. Honan sluter ge di efter cirka fyra månader, och vid ungefär åtta månaders ålder är ungarna fullt utvecklade.
Individer i fångenskap parade sig mellan april och september. De blev upp till 14 år gamla.

## Hot
Svingrävlingens naturliga fiender är asiatisk vildhund, tigrar och leoparder men grävlingen kan försvara sig med sina långa klor eller genom att spruta en illa luktande vätska från körtlarna vid djurets anus mot angriparen. Strimmorna i ansiktet är antagligen en varningssignal för dessa fiender.
Andra hot består av jakt från människor eller förstöring av artens habitat genom skogsröjning. I olika regioner äts svingrävlingens kött och ibland anses köttet ha läkande egenskaper mot olika sjukdomar. De borstiga håren av arten och av de ovan nämnda släktingarna används för att framställa rakborstar som exporteras till Europa. Antagligen har de flesta rakborstar sitt ursprung i exemplar som hållits i fångenskap i Kina.
I Laos, Kambodja och Vietnam minskade beståndet under de gångna 15 åren (tre generationer räknad från 2016) med cirka 50 procent. I andra delar av utbredningsområde utgjorde minskningen uppskattningsvis 20 till 25 procent. I Thailand och Bangladesh är arten skyddad enligt lag. Där samt i Indien och Myanmar existerar olika skyddsområden. IUCN lister arten som sårbar (VU).